# Cynthia de la Vega
Cynthia Alejandra de la Vega Oates (San Pedro, Nuevo León, 28 de septiembre de 1991) es una modelo y reina de belleza mexicana.
Cynthia nació en San Pedro, Nuevo León, cursó en la secundaria del Instituto Brillamont y concluyó sus estudios en la preparatoria en el ITESM campus Santa Catarina. Ganó el concurso Elite Model Look México 2008, el cual se realizó en Sanya, China; fue la 1.ª finalista de Nuestra Belleza México 2010, titular Miss México World y fue Directora Nacional de Miss Universo México hasta 2024. Actualmente es coordinadora de Miss Nuevo León, y también Miss Supranacional México 2016.

## Reinados de Belleza

### Nuestra Belleza Nuevo León 2010
A los 19 años se enfrentó a 10 candidatas del estado de Nuevo León donde resultó ganadora.
Así quedaron las posiciones finales:
- Miss Nuevo León 2010 - Cynthia de la Vega
  - 1.era finalista - Ivanna Ramos
  - 2nda finalista - Ana Guerra
  - 3.era finalista - Brenda Solís
  - 4ata finalista - Daniela Ramos

### Nuestra Belleza México 2010
En 2010, ganó el título de Nuestra Belleza Mundo México, lo cual le permitió el pase directo a participar en Miss Mundo 2011.
A principios de junio del 2011, se la destituyó del nombramiento como Nuestra Belleza Mundo México 2010, y se le quitó el derecho a participar en Miss Mundo 2011 por problemas con su peso y situaciones de causa mayor.
A finales de 2023, fue nombrada directora de Miss Universo México, a escasos meses, fue destituida por la organización Miss Universo, ya que no contó con la preparación necesaria para desempeñar su cargo. Además de algunas diferencias con la organización y su nuevo comité
En la decimoséptima entrega de Nuestra Belleza México que se llevó a cabo en el Parque de las Maravillas en Coahuila, el cual, se realizó el 25 de septiembre de 2010, la disputa por la corona de Ximena Navarrete, Miss Universo 2010 fue entre 31 candidatas. Quien se hizo de la corona fue la representante de Jalisco Karin Ontiveros. La misma ocupó el título de finalista y representante de México a Miss Mundo 2011.

### Miss Supranacional México 2016
Cynthia fue designada por la Organización Miss México el día 14 de julio del 2016, para representar a México en Miss Supranational 2016, en Krynica-Zdrój, Polonia, el que se realizó el día 2 de diciembre del 2016, donde Cynthia se ubicó en el lugar número 13, dándole así a México la segunda clasificación consecutiva en el concurso.

### Miss Costa Maya México 2018
Cynthia fue designada por la Organización Miss México el día 11 de julio de 2018, para representar a México en Miss Costa Maya International 2018, en San Pedro, Belice, el que se realizó el día 3 de agosto de 2018, donde Cynthia se ubicó en el lugar de suplente internacional, dándole así a México la duodécima clasificación consecutiva en el concurso.